# Klin klinem
Klin klinem. Nowela – opowiadanie Józefa Ignacego Kraszewskiego z 1875 roku, należące do kategorii jego utworów o współczesnej tematyce obyczajowej. 
Pierwotnie drukowane w warszawskim „Tygodniku Mód i Powieści” (nr 6-34 z 1875 r.), a następnie wydane w tymże roku w wersji książkowej jako odbitka czasopiśmiennicza w drukarni Emila Skiwskiego. Drugie wydanie książkowe z 1885 pochodziło z drukarni Michała Glücksberga. Kolejne opublikowano (wraz z innym utworem) dopiero w 1988 w zbiorowej edycji „Dzieł” pisarza wydawanych przez krakowskie Wydawnictwo Literackie.

## Zarys fabuły

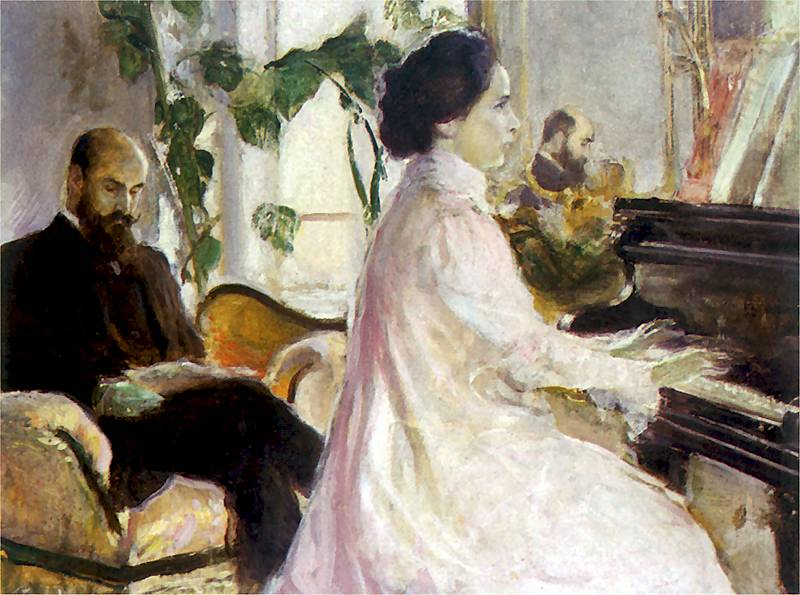

Młoda, piękna i egzaltowana Seweryna Fantecka, znudzona monotonią wiejskiej egzystencji u boku znacznie starszego, nieatrakcyjnego męża, rozkochuje w sobie naiwnego młodzieńca z sąsiedztwa – Bernarda Znińskiego, syna owdowiałej marszałkowej i dziedzica sporej fortuny. Licząc na wymuszenie na mężu rozwodu, ostatecznie ucieka do Żytomierza, chroniąc się w domu swej dawnej przyjaciółki Balbiny Rumińskiej. Podąża za nią zakochany Bernard, również z nadzieją na zmuszenie swej matki do zgody na ślub z ukochaną. Marszałkowa opiera się jednak temu zdecydowanie, grożąc mu wydziedziczeniem, a sąd biskupi odmawia udzielenia rozwodu. Zniechęca to do młodzieńca kapryśną Fantecką i wzajemne stosunki zakochanych ulegają stopniowemu ochłodzeniu. W dodatku zażyły z rodziną Znińskich „burgrabia” Prozorowicz wpada na pomysł podsunięcia jej nowego amanta, a zakochanemu młodzieńcowi – jakiejś atrakcyjnej panny, w myśl zasady, że podobne leczy się podobnym (similia similibus curantur) – czyli „klin klinem”. W tej sytuacji Seweryna zwraca się ku podstawionemu konkurentowi, nowobogackiemu prostakowi Soleckiemu, a zawiedziony uczuciowo Bernard znajduje pocieszenie w odnowionych kontaktach ze znaną mu dobrze z dzieciństwa kuzynką Anzelmą. Mimo niewielkich przeszkód i towarzyszących im perypetii, chytra intryga rozwija się pomyślnie z udziałem innych osób, doprowadzając główne postacie do pomyślnego zakończenia; również mąż po pewnym czasie odzyskuje Fantecką i usiłuje odnowić rozerwane małżeństwo.

## Cechy utworu
Ta mało znana opowieść należy do niezbyt licznych w twórczości Kraszewskiego utworów lekkich i w wymowie optymistycznych, również dlatego, że zakończonych szczęśliwie. W fabule – mimo dramatycznej akcji, widoczne jest też satyryczne ujęcie, zwłaszcza w przedstawieniu wielu postaci oraz reakcji otoczenia. Celowo ironizująco przedstawił pisarz namiętne uczucie niedojrzałego mężczyzny w zetknięciu z kobietą wyrachowaną, świadomą swych możliwości i zręcznie manipulującą otoczeniem. Akcja rozgrywająca się w dobrze znanym autorowi środowisku średniozamożnej szlachty pozwoliła na wplecenie trafnych obserwacji o charakterze obyczajowym.